# 近衛熙子
近衛 熙子（このえ ひろこ、寛文6年3月26日（1666年4月30日） - 寛保元年2月28日（1741年4月13日））は、江戸幕府第6代将軍徳川家宣の正室（御台所）。院号は天英院（てんえいいん）。父は関白・太政大臣の近衛基熙、母は後水尾天皇第十五皇女の（品宮）常子内親王。曾祖父に後陽成天皇、叔父に霊元天皇、従姉妹に吉子内親王、再従姉妹に第5代将軍徳川綱吉の正室の鷹司信子がいる。

## 生涯
基熙夫妻の長女として京都の近衛邸で生れた。幼少の頃より母の品宮に連れられて頻繁に参内しており、皇室の親類や御所の女房たちの称賛を浴びて育った。特に東福門院や明正天皇の御所には多く出入りし、雛人形や道具類など数々の贈り物を賜ったという。
延宝7年（1679年）6月、甲府藩主であった徳川綱豊（後の家宣）と縁組。 同年12月1日に甲府家の上屋敷である桜田御殿に入り、18日に婚礼の式を挙げた。父の基熙にとってこの結婚は「先祖の御遺戒である武家との結婚の禁忌に背く」と日記（基熙公記）に記しているように不本意なものであり、「飢餓に及んだとしても」承諾できないとしていた。結婚前に水戸家の徳川光圀の養子の綱條との縁談があったが、基熙はこれを断っている。ただし、基熙の伯母の泰姫は光圀に嫁いでおり、実際に先祖の遺誡があったかどうかは不明である。しかし幕府からの正式な要請は断ることが出来ず、「無念々々」としながらも縁談を承諾した。このため結婚前に、熙子は近衛家の門葉である権中納言平松時量の養女となって嫁した。この養子縁組はあくまでも近衛親子と時量だけが知る内々のものであった為、熙子の扱いはその後も近衛家の娘のままであった。
綱豊との仲は良好だったらしく、延宝9年（1681年）8月26日に長女の豊姫を出産したが、姫は生後2ヶ月で早世。ついで元禄12年（1699年）9月18日に長男（夢月院）を儲けたが、同日の内に夭折した。そのことで彼女は嘆き悲しみ、そのためかいずれの子供も徳川家とは別に日蓮正宗常泉寺にて戒名を授かっている。
宝永元年（1704年）12月、綱豊が名を「家宣」と改め、叔父の第5代将軍綱吉の世子として江戸城西の丸へ迎えられると、御簾中として西の丸の大奥へ入った。宝永6年（1709年）1月に綱吉が病没すると、家宣は第6代将軍に就任。熙子は従三位に叙され、11月2日に御台所として本丸大奥に移った。
これにより、当時朝廷において閑職にあった父の基熙は将軍の岳父となり、江戸時代最初の太政大臣に就任するなど権勢を振るった。このため、霊元法皇は基熙を呪詛する願文を上御霊神社に納め、皇室の影響力を高めるために皇女の八十宮吉子内親王を家継の御台所にしようと奔走するようになる。
大奥に入ると甲府時代とは一変し、夫婦で過ごす時間はごく限られるようになった。しかし、家宣が将軍職に就いた3年の間に夫婦で数え切れないほど吹上庭園を散歩したり、家宣が熙子の部屋を度々訪ねては、公式の手紙や文章を見せて意見を求めていることから 、夫婦仲は変わらず良好であったと思われる。
正徳2年（1712年）に夫の家宣が病により没すると、熙子は落飾して院号を天英院と号する。側室の月光院（お喜世の方）が産んだ家継が将軍宣下を受けたのに伴って従一位を賜り「一位様」と呼ばれた。家宣の遺言により本丸大奥に留まり、家継の嫡母としてその後見となった
。これまでの将軍正室たちが世継ぎとなる男子の養育に関わらなかったのに対し、天英院は家継を自らのお養いとしていた。 
同年12月5日には大奥の首座は天英院、次席は将軍生母となった月光院に決まる。
月光院とは不仲であったといわれているが、当人たちの対立ではなく周囲の人々（お付き女中等）の諍いであったと見られている。また、御年寄にして月光院の腹心であった江島が裁かれた江島生島事件では、老中や譜代門閥層と結託して、月光院と側用人の間部詮房らの権威失墜を謀ったという説があるが、これも謀議を裏付ける史料がない為、臆測の域を出ていない。しかしその後は仲も良好になったらしく、家継が病気で危篤状態になり、嘆き悲しんでいた月光院を励ましたと言われている。家継への八十宮降嫁にあたっては、月光院とともに主導的な役割を果たしている。
家継の早世後、紀州藩主徳川吉宗を第8代将軍に迎えるのに尽力したと言われ、吉宗より毎年一万千百両、米千俵を賜った。また吉宗に正室が不在だったこともあり、将軍家女性の筆頭としてその後も大奥に権勢を振るい、幕府における発言力も絶大であったといわれる。日蓮正宗総本山大石寺の山門（三門）を寄進した。また、家宣の17回忌には浄土宗明顕山祐天寺に鐘楼を寄進した。これは生前の家宣が祐天寺に帰依していたためである。
享保2年（1712年）12月15日に西の丸へ移り、さらに享保16年（1731年）9月27日に二の丸へ移った。
寛保元年（1741年）2月28日、76歳没。法名「天英院殿光誉和貞崇仁大姉」。遺骸は増上寺に葬られたが、増上寺の墓地改正により現在は夫の家宣と合葬されている。日蓮正宗の大石寺にも供養塔があり、そちらの法名は「天英院殿従一位光誉和貞崇仁尊儀」。 同年3月には正一位を追贈された。

## 容姿と遺品
熙子は夫と同じく増上寺に葬られ、戦後墓地が売却されたことにより、その墓は1959年（昭和34年）4月に発掘調査された。墓の上には石製八角塔が建てられていた。ちなみにそれまで将軍正室の墓の形式はバラバラで、天英院の葬儀以後に正室の墓所の形式が定まったと考えられている。歯が1本も発見されなかったことと、顎の骨の形状から、晩年すべて歯は抜け落ちていて、髪の毛は残存していたが、生前は総白髪になっていたものと推察される。遺体以外の遺品の残存状況は良くなかったが、注目されるのは香木で作った小さな十一面観音像があったことである。この像の裏には「奉刻 辛卯 男子 祈祷 梅窓院住 唯然」と彫られていた。四肢骨から推定した身長は143.2センチメートル、血液型はB型であった。このほか、大石寺の五重塔脇に熙子の五輪塔が建てられている。

## 第8代将軍の指名
第8代将軍に徳川吉宗を指名したのは天英院だとする説がある。理由として、家宣と吉宗の考え方が一番近かったからだと言われている。天英院は当時の江戸城内の最高権力者であったが、彼女が吉宗を指名したことに幕閣や譜代門閥は驚嘆した。大奥の女性が将軍を指名したことはそれまで例がなく、また女性が政治に口出しをすることすら考えられなかったからである。そのため、最初は誰しも難色を示したが、天英院は御台所としての立場を最大限に生かし、「これは先代将軍家宣公の御遺志なのです」と次期将軍に吉宗を強く希望したとされる。これにより、幕府は将軍不在という異例の危機を逃れることが出来たとされる。
これに対して、吉宗を推薦したのはライバルの月光院であり、熙子は尾張家の徳川継友や家宣の実弟の松平清武を次期将軍として推していたとする説がある。しかしこの説には史実的な根拠がなく、正確な出典が不明である。ただし、尾張家と近衛家はこの当時縁戚関係を結びつつあったことは留意される。吉宗時代に入ると、天英院熙子と月光院は仲がよく、むしろ吉宗を推したのは大奥全体であり、尾張の継友を推したのは幕閣であったとも言える。

## 関連作品
小説
- 『天英院』（大塚雅春、潮出版社、1974年）

映画
- 絵島生島（1955年・松竹　演：三宅邦子）
- 大奥(秘)物語（1967年・東映　演：星野美恵子）
- 大奥（2006年・東映　演：高島礼子）

テレビドラマ
- 大奥（1968年・関西テレビ　演：高野通子）
- 男は度胸（1970-1971年・NHK　演：東郷晴子）
- 大奥恋物語（1971年・フジテレビ　演：木暮実千代）
- 絵島生島（1971年・東京12チャンネル　演・喜多川千鶴）　※役名は天竜院
- 大奥（1983年・関西テレビ　演：加賀まりこ）
- 徳川風雲録 御三家の野望（1992年・テレビ東京　演：岩井友見）
- 八代将軍吉宗（1995・NHK大河ドラマ　演：草笛光子）
- 炎の奉行 大岡越前守（1997年・テレビ東京　演：波乃久里子）
- 大奥スペシャル〜もうひとつの物語～（2006年・フジテレビ　演：高島礼子）
- 忠臣蔵 瑤泉院の陰謀（2007年・テレビ東京　演：野村真美）
- 徳川風雲録 八代将軍吉宗（2008年・テレビ東京　演：南野陽子）
- 忠臣蔵の恋〜四十八人目の忠臣〜（2016年・NHK　演：川原亜矢子）
- 大奥 最終章（2019年・フジテレビ　演：鈴木保奈美）[23]

テレビ番組
- 日本史サスペンス劇場（日本テレビ、2008年8月6日、演：川上麻衣子）
- 歴史秘話ヒストリア「愛と悲しみの大奥物語」（NHK総合、2016年5月6日、演：山本彩（NMB48））[24]

漫画
- 『【コミック版】その時歴史が動いた・女たちの決断編「大奥・天英院熙子」』（高芝昌子、集英社、2006年）
- 『愛の大奥 犬将軍綱吉への復讐「社若の章・女たちのお世継ぎ戦争」』（井出智香恵（作画）良歩五郎（原作）、集英社、2010年）
- 『愛の大奥 吉宗悲恋呪われた姫君「翡翠の章」』（あさみさとる（作画）良歩五郎（原作）、集英社、2010年）